# Tepalcatepec
Tepalcatepec è una municipalità dello stato di Michoacán, nel Messico centrale, il cui capoluogo è la località omonima.
La municipalità conta 22.987 abitanti (2010) e ha un'estensione di 780,22 km².
Il significato del nome della località in lingua nahuatl è collina delle anatre.